# Xeka
Xeka, de son vrai nom Miguel Ângelo da Silva Rocha,  né le 10 novembre 1994 à Rebordosa, est un footballeur portugais qui évolue au poste de milieu relayeur au GD Estoril-Praia.

## Biographie

### En club

#### SC Braga
Après avoir connu plusieurs centre de formation, dont celui du Valence CF, Xeka rejoint le SC Braga en 2013. Avec l'équipe B du club portugais, il joue sa première saison professionnelle en deuxième division. Les deux saisons suivantes, il est prêté au SC Covilhã qui évolue également en deuxième division. 
En 2016-2017, il retourne à Braga où il fait ses premiers pas en première division. Il joue son premier match avec Braga le 24 octobre 2016 contre Chaves. Le 29 janvier 2017, il joue la finale de la Coupe de la ligue contre Moreirense (défaite 1-0).

#### Lille OSC et prêt à Dijon FCO
Deux jours plus tard, lors du dernier jour du mercato hivernal, il est prêté pour cinq mois au Lille OSC avec une option d'achat. Après 15 matchs joués avec le LOSC, le club nordiste lève l'option d'achat au mois de juin 2017.
Il commence la saison 2017-2018 sous les couleurs lilloises en entrant en jeu lors de la quatrième journée de Ligue 1 contre Angers. 
Le 31 août 2017, il est prêté une saison au Dijon FCO. Il fait ses débuts sous ses nouvelles couleurs au stade Gaston-Gérard lors de la sixième journée en étant titulaire lors de la défaite face à Saint-Étienne (0-1). Il marque son premier but sous ses nouvelles couleurs lors de la septième journée face à l'Olympique lyonnais (3-3) .
En grande difficulté sportive et interdit de recrutement par la DNCG, le LOSC essaie de casser le prêt de Xeka lors du mercato hivernal afin qu'il vienne renforcer l'effectif nordiste mais les dirigeants dijonnais refusent de libérer le joueur.
Xeka finit donc la saison du côté des Bourguignons, où il manque quelques rencontres à cause d’une blessure au genou.
La saison suivante, il revient au LOSC où il est titulaire au sein du milieu de terrain aux côtés de Thiago Mendes.
Xeka contribue à remporter le quatrième titre de champion du LOSC (33 matches, 1 but). Le 1er août 2021, il marque lors de la victoire 1-0 contre le PSG lors du Trophée des champions, remportant ce trophée pour la toute première fois.
Le 20 mai 2022, Xeka est libéré à la fin de son contrat.

#### Stade rennais FC
Le 21 septembre 2022, Xeka signe libre pour deux ans au Stade rennais FC, à la suite de la blessure de longue durée de Baptiste Santamaria. 
Le 9 août 2023 après seulement neuf matchs joués, Xeka quitte libre le club d'un commun accord.

#### Al-Sadd SC
Le 30 avril 2024, Xeka signe au club qatarie d'Al-Sadd SC pour remplacer Guilherme Torres.

## Statistiques
| Saison                | Club                  | Championnat           | Championnat | Championnat | Championnat | Coupe(s) nationale(s) | Coupe(s) nationale(s) | Coupe(s) nationale(s) | Supercoupe | Supercoupe | Supercoupe | Compétition(s) continentale(s) | Compétition(s) continentale(s) | Compétition(s) continentale(s) | Compétition(s) continentale(s) | Total | Total | Total |
| Saison                | Club                  | Division              | M.          | B.          | P.d.        | M.                    | B.                    | P.d.                  | M.         | B.         | P.d.       | Comp.                          | M.                             | B.                             | P.d.                           | M.    | B.    | P.d.  |
| 2013-2014             | SC Braga B            | Segunda Liga          | 17          | 1           | 0           | -                     | -                     | -                     | -          | -          | -          | -                              | -                              | -                              | -                              | 17    | 1     | 0     |
| 2016-2017             | SC Braga B            | Segunda Liga          | 11          | 1           | 0           | -                     | -                     | -                     | -          | -          | -          | -                              | -                              | -                              | -                              | 11    | 1     | 0     |
| Sous-total            | Sous-total            | Sous-total            | 28          | 2           | 0           | -                     | -                     | -                     | -          | -          | -          | -                              | -                              | -                              | -                              | 28    | 2     | 0     |
| 2014-2015             | SC Covilhã (prêt)     | Segunda Liga          | 5           | 0           | 0           | 1                     | 0                     | 0                     | -          | -          | -          | -                              | -                              | -                              | -                              | 6     | 0     | 0     |
| 2015-2016             | SC Covilhã (prêt)     | Segunda Liga          | 34          | 0           | 4           | 0                     | 0                     | 0                     | -          | -          | -          | -                              | -                              | -                              | -                              | 34    | 0     | 4     |
| Sous-total            | Sous-total            | Sous-total            | 39          | 2           | 4           | 3                     | 0                     | 0                     | -          | -          | -          | -                              | -                              | -                              | -                              | 42    | 2     | 4     |
| 2016-2017             | SC Braga              | Primeira Liga         | 11          | 0           | 1           | 7                     | 0                     | 0                     | -          | -          | -          | -                              | -                              | -                              | -                              | 18    | 0     | 1     |
| 2016-2017             | LOSC Lille (prêt)     | Ligue 1               | 13          | 1           | 2           | 2                     | 0                     | 0                     | -          | -          | -          | -                              | -                              | -                              | -                              | 15    | 1     | 2     |
| 2017-2018             | LOSC Lille            | Ligue 1               | 1           | 0           | 0           | 0                     | 0                     | 0                     | -          | -          | -          | -                              | -                              | -                              | -                              | 1     | 0     | 0     |
| 2018-2019             | LOSC Lille            | Ligue 1               | 27          | 2           | 1           | 3                     | 0                     | 0                     | -          | -          | -          | -                              | -                              | -                              | -                              | 30    | 2     | 1     |
| 2019-2020             | LOSC Lille            | Ligue 1               | 17          | 0           | 0           | 5                     | 0                     | 1                     | -          | -          | -          | C1                             | 3                              | 0                              | 0                              | 25    | 0     | 1     |
| 2020-2021             | LOSC Lille            | Ligue 1               | 33          | 1           | 2           | 3                     | 1                     | 0                     | -          | -          | -          | C3                             | 6                              | 0                              | 0                              | 42    | 2     | 2     |
| 2021-2022             | LOSC Lille            | Ligue 1               | 23          | 3           | 1           | 0                     | 0                     | 0                     | 1          | 1          | 0          | C1                             | 7                              | 0                              | 0                              | 31    | 4     | 1     |
| Sous-total            | Sous-total            | Sous-total            | 114         | 7           | 6           | 13                    | 1                     | 1                     | 1          | 1          | 0          | -                              | 16                             | 0                              | 0                              | 144   | 9     | 7     |
| 2017-2018             | Dijon FCO (prêt)      | Ligue 1               | 17          | 2           | 3           | 0                     | 0                     | 0                     | -          | -          | -          | -                              | -                              | -                              | -                              | 17    | 2     | 3     |
| 2022-2023             | Stade rennais FC      | Ligue 1               | 8           | 0           | 0           | 1                     | 0                     | 0                     | -          | -          | -          | C3                             | 0                              | 0                              | 0                              | 9     | 0     | 0     |
| 2023-2024             | Al-Sadd SC            | Qatar Stars League    | -           | -           | -           | 0                     | 0                     | 0                     | -          | -          | -          | -                              | -                              | -                              | -                              | 0     | 0     | 0     |
| Total sur la carrière | Total sur la carrière | Total sur la carrière | 217         | 11          | 14          | 24                    | 1                     | 1                     | 1          | 1          | 0          | -                              | 16                             | 0                              | 0                              | 258   | 13    | 15    |

## Palmarès

### En club
| SC Braga (0)                                                                                 | LOSC Lille (2)                                                                                          |
| -------------------------------------------------------------------------------------------- | --- |
| - Coupe de la ligue (0) - Finaliste en 2017 - Supercoupe du Portugal (0) - Finaliste en 2016 | - Ligue 1 (1) - Champion en 2021 - Vice-Champion en 2019 - Trophée des Champions (1) - Champion en 2021 |